# Font Freda (el Meüll)
La Font Freda és una font del terme municipal de Castell de Mur, en territori del poble del Meüll, de l'antic municipi de Mur, al Pallars Jussà.
Està situada a 840 m d'altitud, al costat de llevant del Meüll, a prop del poble vell: uns 120 metres per sota del nivell del poble i a uns 350 de distància.